# Walter Jon Williams

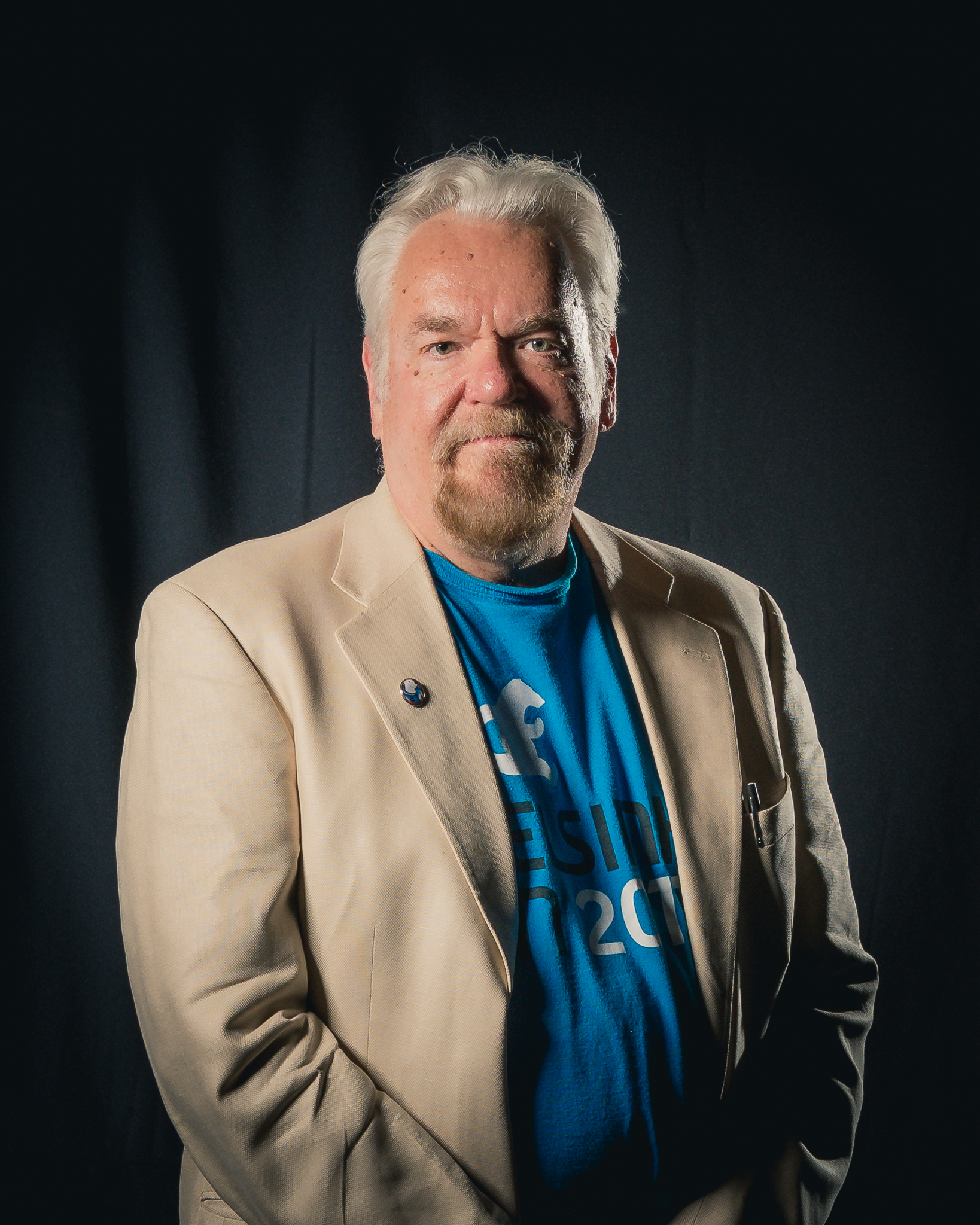
Walter Jon Williams bei den Hugo Awards (2017)

Walter Jon Williams (* 15. Oktober 1953 in Minnesota) ist ein US-amerikanischer Schriftsteller mit dem Schwerpunkt Science-Fiction.

## Leben
Williams studierte an der University of New Mexico und lebt in der Nähe von San José. Seine ersten ins Deutsche übersetzten Bücher waren Hardware (engl. Hardwired) und Die Stimme des Wirbelwinds (engl. The Voice of the Whirlwind). Mit diesen Werken wurde er zunächst in das Subgenre Cyberpunk eingeordnet, obwohl er später kaum noch Themen des Cyberpunks aufgriff. So war seine Drake Maijstral-Serie eher eine futuristische Mantel-und-Degen-Geschichte, Aristoi spielte in einer nanotechnologisch geprägten Feudalgesellschaft.
Williams schrieb auch Romane im Star-Wars-Universum. Mehrfach wurde er für den Hugo und den Nebula Award nominiert, er gewann den Nebula für seine Kurzgeschichten Daddy's World (2000) und The Green Leopard Plague (2004). 1997 erhielt er den Sidewise Award für seine Kurzgeschichte Foreign Devils.
Seine Space Opera Dread Empire’s Fall erschien 2002–2005 und wurde ein internationaler Bestseller. Die deutsche Erstausgabe erschien 2010 in drei Bänden.

## Bibliografie

### Privateers and Gentlemen
(als Jon Williams)
- The Privateer, Dell 1981, ISBN 0-440-16811-2
- The Yankee, Dell 1981, ISBN 0-440-19779-1
- The Raider, Dell 1981, ISBN 0-440-17357-4
- The Macedonian, Dell 1984, ISBN 0-440-15411-1
- Cat Island, Dell 1984, ISBN 0-440-11109-9

### Hardwired
- Hardwired, Tor 1986, ISBN 0-312-93303-7
  - Hardware, Heyne 1988, Übersetzer Peter Robert, ISBN 3-453-02787-6
- Voice of the Whirlwind, Tor 1987, ISBN 0-312-93013-5
  - Die Stimme des Wirbelwinds, Heyne 1989, Übersetzer Michael Nagula, ISBN 3-453-03444-9

### Drake Magistral
- The Crown Jewels, Tor 1987, ISBN 0-8125-5798-0
  - Die Kronjuwelen, Heyne 1994, Übersetzer Peter Robert, ISBN 3-453-07778-4
- House of Shards, Tor 1988, ISBN 0-8125-5783-2
- Das Haus der Scherben, Heyne 1994, Übersetzer Peter Robert, ISBN 3-453-07779-2
- Rock of Ages, Tor 1995, ISBN 0-312-85963-5

### Metropolitan
- Metropolitan, HarperPrism 1995, ISBN 0-06-105212-4
- Plasma City, Heyne 2002, Übersetzer Jürgen Langowski, ISBN 3-453-19668-6
- City on Fire, HarperPrism 1997, ISBN 0-06-105213-2

### Dread Empire’s Fall
- The Praxis, Earthlight 2002, ISBN 0-7434-6111-8
  - Der Fall des Imperiums, Heyne 2010, Übersetzer Jürgen Langowski, ISBN 3-453-52645-7
- The Sundering, Earthlight 2003, ISBN 0-7434-6125-8
  - Sternendämmerung, Heyne 2010, Übersetzer Jürgen Langowski, ISBN 3-453-52657-0
- Conventions of War, Simon & Schuster UK 2005, 0-7432-5677-8
  - Die letzte Galaxis, Heyne 2010, Übersetzer Jürgen Langowski, ISBN 3-453-52656-2
- The Accidental War, HarperVoyager 2018, ISBN 978-0-06-246702-7

### Star Wars: Das Erbe der Jedi-Ritter / The New Jedi Order
- 14 Destiny’s Way, Del Rey / Ballantine 2002, ISBN 0-345-42850-1
- Wege des Schicksals, Blanvalet 2006, Übersetzerin Regina Winter, ISBN 3-442-24398-X

### Dagmar Shaw
- This Is Not a Game, Orbit 2008, ISBN 978-1-84149-657-3
  - Off,  DuMont 2009, Übersetzer Armin Gontermann, ISBN 3-8321-8103-2
- Deep State, Orbit 2011, ISBN 978-1-84149-833-1
- The Fourth Wall, Orbit (US), ISBN 978-0-316-13339-5

### Quillifer
- Quillifer, Saga Press 2017, ISBN 978-1-4814-8997-3
- Quillifer the Knight, Saga Press / Gallery 2019, ISBN 978-1-4814-9001-6

### Einzelromane
- Ambassador of Progress, Tor 1984, ISBN 0-8125-5789-1
- Knight Moves, Tor 1985, ISBN 0-8125-5794-8
- Angel Station, Tor 1989, ISBN 0-312-93187-5
- Elegy for Angels and Dogs, Tor 1990, ISBN 0-8125-0275-2
  - Eine Elegie für Engel und Hunde, Heyne 1993, Übersetzerin Rosemarie Hundertmarck, ISBN 3-453-06609-X
- Engelstation, Heyne 1992, Übersetzer Peter Robert, ISBN 3-453-05392-3
- Days of Atonement, Tor 1991, ISBN 0-312-85118-9
  - Tage der Sühne, Heyne 1996, Übersetzerin Brigitte Gruss, ISBN 3-453-09434-4
- Aristoi, Tor 1992, ISBN 0-312-85172-3
  - Aristoi, Heyne 1996, Übersetzer Jakob Leutner, ISBN 3-453-08590-6
- The Rift, HarperPrism 1999, ISBN 0-06-105294-9
- Implied Spaces, Night Shade Books 2008, ISBN 978-1-59780-125-6

### Storysammlungen
- Facets, Tor 1990, ISBN 0-312-85019-0
- Frankenstein and Other Foreign Devils, NESFA Press 1998, ISBN 1-886778-03-5
- The Green Leopard Plague and Other Stories, Night Shade Books 2010, ISBN 978-1-59780-177-5